# Mathias Howald
Œuvres principales
- Hériter du silence (2018)
- Cousu pour toi (2023)

Mathias Howald, né à Lausanne en 1979, est un écrivain suisse.

## Biographie
Mathias Howald travaillait comme enseignant d'anglais au Gymnase à Lausanne. Travaillant sur la notion d’écrivain public, il fait partie du collectif Caractères mobiles et anime régulièrement des ateliers d'écriture,.
En 2017, Mathias Howald gagne avec le collectif Caractères mobiles un séjour artistique d'un mois à la Fondation Jan Michalski de Montricher,.
En 2018, il publie son premier roman, Hériter du silence, aux Éditions d'Autre Part,,.
En 2019, il remporte le Prix du public de la RTS (Radio télévision suisse) pour son roman Hériter du silence lors du festival Le livre sur les quais, à Morges,. La même année, Caractères mobiles publie son premier livre, intitulé Au village, et il gagne une résidence à la Cité des Arts de Paris. De septembre 2020 à juillet 2021, il est boursier et séjourne à l'Institut suisse de Rome et en juin 2022 il est résident du Canton de Vaud au château de Lavigny.
En 2023, il publie son deuxième roman, Cousu pour toi, aux Éditions Gallimard,.
Son écriture interroge notamment les thèmes du silence, du souvenir et du secret, et explore la démarche de création collective,.